# الکسی پنتورو
الکسی پنتورو (فرانسوی: Alexis Pinturault‎؛ زادهٔ ۲۰ مارس ۱۹۹۱) اسکی‌باز آلپاین اهل فرانسه است.